# Prasinocyma vagilinea
Prasinocyma vagilinea är en fjärilsart som beskrevs av Louis Beethoven Prout 1911. Prasinocyma vagilinea ingår i släktet Prasinocyma och familjen mätare. Inga underarter finns listade i Catalogue of Life.